# Аксу (Синкјанг)
Аксу (пинјин: Ākèsù; ујг. ئاقسۇ; Aqsu) град је у Кини у покрајини Синкјанг. Према процени из 2009. у граду је живело 430.726 становника.

## Становништво
Према процени, у граду је 2009. живело 430.726 становника.
| 1990.   | 2000.   | 2009    |
| ------- | ------- | ------- |
| 118.471 | 251.913 | 430.726 |